# Разгерметизация
Разгерметиза́ция — потеря герметичности корпуса или какой-либо системы летательного аппарата. Разгерметизация может быть штатной (при проведении технических работ) и аварийной — непредвиденно вследствие технического дефекта, внутреннего или внешнего воздействия. Аварийная разгерметизация может быть очень опасна, так как при этом в значительной мере нарушается функция системы. В частности, аварийная разгерметизация кабины самолёта или космического аппарата может привести к гибели экипажа и пассажиров.

## Причины аварийной разгерметизации
Аварийную разгерметизацию могут вызвать как внутренние, так и внешние факторы. К внутренним факторам можно отнести:
- производственные дефекты, при которых герметичные детали не могут выдерживать эксплуатационных нагрузок;
- «человеческий фактор» — некие действия экипажа и пассажиров, умышленно или случайно нарушивших герметичность системы. Сюда же следует отнести и стрельбу в салоне самолёта.

К внешним факторам можно отнести:
- нештатная ситуация, при которой нагрузки на систему оказываются выше расчётных. Например — превышение пилотом допустимого для летательного аппарата уровня перегрузок.
- пробитие герметичного элемента неким предметом. Сюда же следует отнести и разгерметизацию при повреждении ракетно-пушечным огнём — распространённая причина смерти экипажей бомбардировщиков и пилотов истребителей середины XX века.

## Некоторые трагические события вследствие разгерметизации
- 30 июня 1971 года в результате произвольного срабатывания вентиляционного клапана произошла разгерметизация спускаемого аппарата космического корабля «Союз-11». Все 3 члена экипажа погибли.
- 14 августа 2005 года в самолёте Боинг-737 кипрской авиакомпании произошла постепенная разгерметизация салона. Вследствие потери кислорода люди находились в разреженной атмосфере, когда человек может дышать, но не получает достаточно кислорода, чтобы находиться в сознании. Такое состояние пилотов привело к тому, что самолёт стал неуправляемым. В результате столкновения самолёта с горой к северу от Афин погибли все 115 пассажиров, а также 6 членов экипажа, находившихся на борту[1].
- 4 сентября 2022 года у побережья Латвии разбился частный самолет. На его борту был владелец авиакомпании Quick Air вместе с семьей. Самолет вылетел из города Херес на юге Испании и, по данным FlightRadar24, не указал конкретный пункт назначения. По информации немецкого Bild, борт должен был приземлиться в Кёльне, однако продолжил полет дальше. На его перехват отправили истребители НАТО. Но, по данным СМИ, пилоты не смогли никого увидеть ни в кабине, ни в салоне Cessna. Самолет начал терять скорость и высоту, после чего упал в море. Как стало известно позже, на борту Cessna 551 был владелец авиакомпании Quick Air Карл-Петер Гриземанн вместе с семьей — женой, двумя детьми и двумя собаками. Пилотировал самолет сам Гриземанн. Уточняется, что почти сразу после взлета пилот сообщил о разгерметизации, а после того, как судно прошло побережье Литвы, связь с ним пропала, после оно упало в Балтийском море у побережья Латвии возле города Вентспилс.